# Johann von Beneckendorff und von Hindenburg

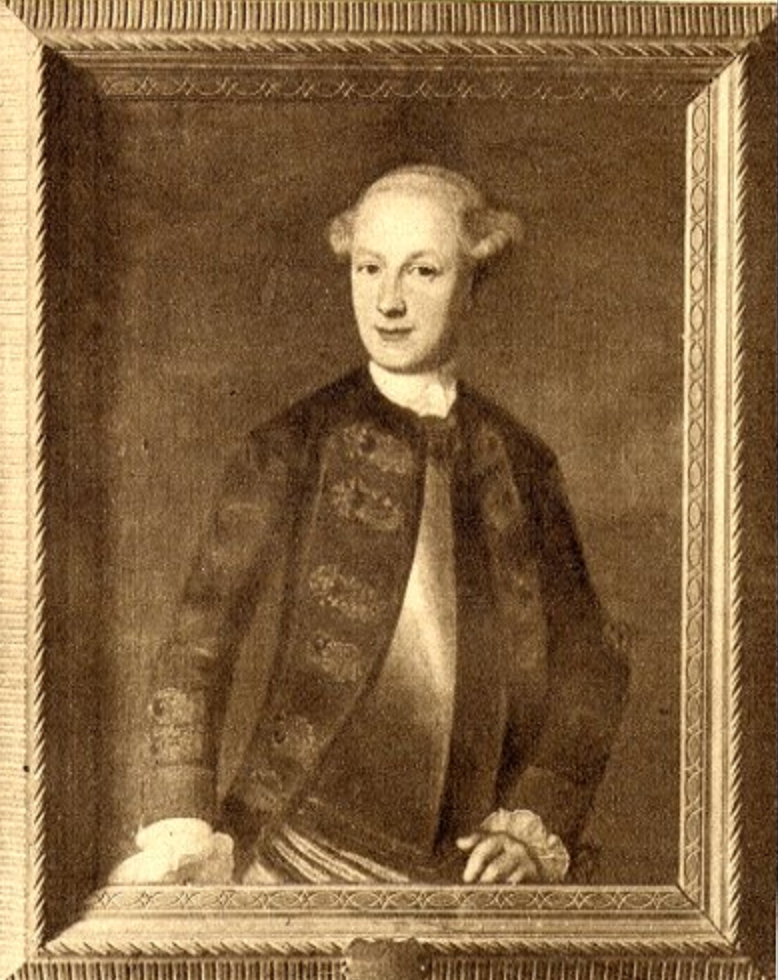
Landrat Johann von Beneckendorff und von Hindenburg

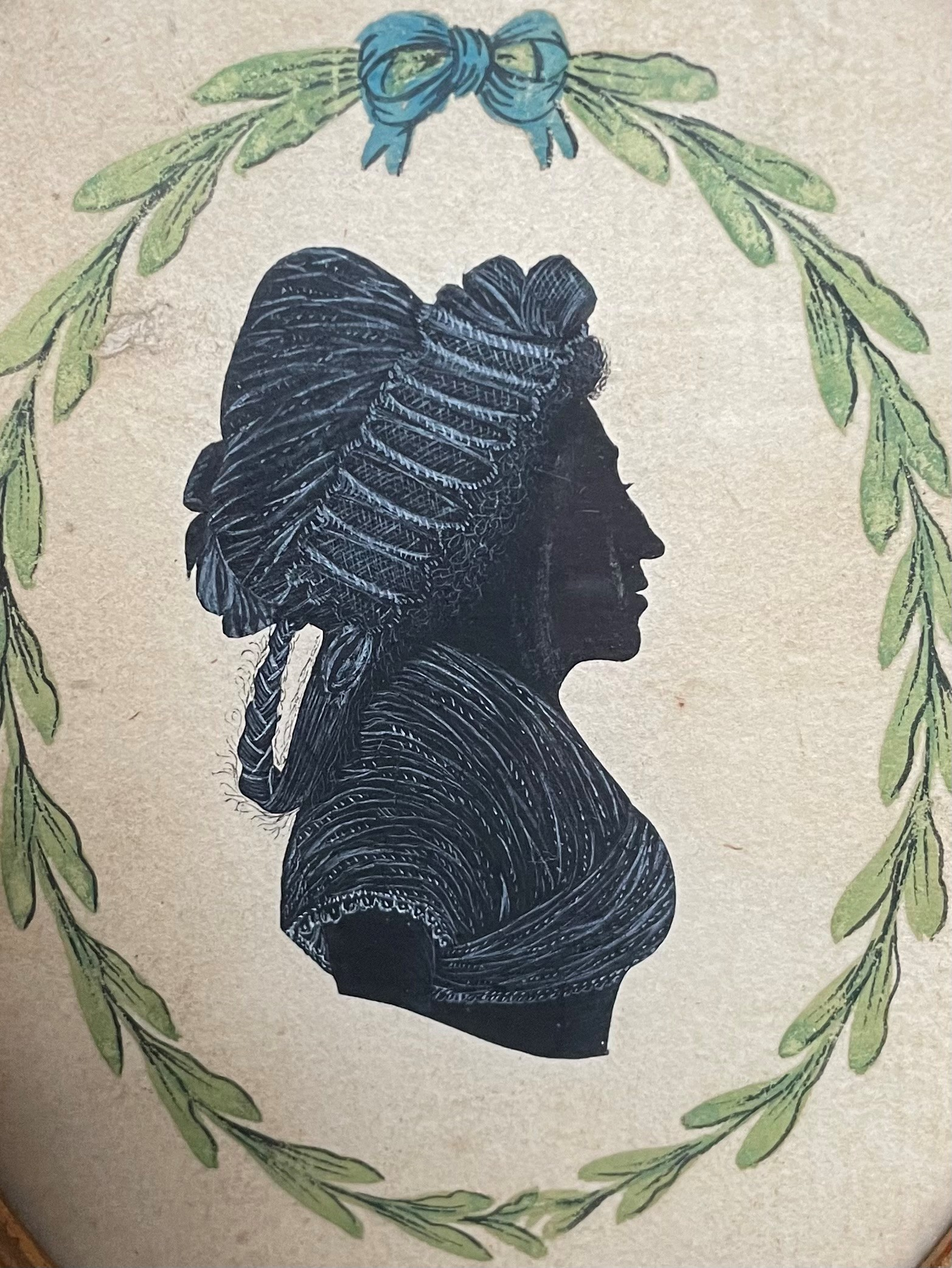
Scherenschnitt seiner zweiten Ehefrau, Luisa, geb. Panzer.

Johann Otto Gottfried von Beneckendorff, seit 1789 von Beneckendorff und von Hindenburg, (* 7. Juni 1747 in Grunenfeld; † 6. Mai 1827 in Limbsee) war ein preußischer Landrat, Rittergutsbesitzer vom ostpreußischen Keimkallen, sowie die erste Person aus dem Adelsgeschlecht von Beneckendorff, die den Doppelnamen von Beneckendorff und von Hindenburg führte.

## Leben

### Herkunft und Familie
Johann entstammte dem Adelsgeschlecht Beneckendorff, welches ursprünglich in der Altmark, später in der Neumark und seit dem 18. Jahrhundert in Ost- und Westpreußen anwesend war. Er war Sohn des späteren Generalmajors Christoph Wilhelm von Beneckendorff (1714–1782) und dessen Ehefrau Katharina, geborene von Brandt aus dem Hause Grunenfeld. Er heiratete Luise Helene zu Eulenburg (1745–1779) aus dem Hause Prassen. Das Ehepaar bekam zahlreiche Kinder, darunter den späteren Generalleutnant Johann Heinrich Wilhelm Ernst (1774–1847), den Landschaftsdirektor Otto Ludwig (1778–1855) und Margaretha Wilhelmine Charlotte (1780–1851).
In zweiter Ehe war er mit Luisa Panzer verheiratet. Aus dieser Beziehung ging Margarete Jakobine Wilhelmine von Beneckendorff und von Hindenburg hervor (* 4. Dezember 1778 (!); † 5. November 1851), die den späteren Landrat des Kreises Rosenberg Johann Karl Wilhelm von Besser (Groß-Brausen) heiratete.

### Karriere
Johann trat früh in die Preußische Armee ein und erreichte dort den Rang eines Leutnants. Er besaß die Güter Sonnenstuhl (polnisch Świętochowo) und Pagendorf (polnisch Zakrze) im östlichen Teil Preußens. Im Jahre 1778 kaufte er das Rittergut Keimkallen (russisch Krasnodonskoje), wo sein Sohn Otto Ludwig geboren wurde. 1782 verkaufte er sein Rittergut in Grunenfeld (polnisch Gronówko). Johann wurde zum Landschaftsrat im Kreis Marienwerder-Riesenburg ernannt.
Nachdem das Adelsgeschlecht von Hindenburg mit dem Tod des Ritters des Ordens Pour le Mérite Otto Friedrich von Hindenburg ausstarb, vereinigte Johann am 2. Januar 1789 durch preußische Genehmigung die Namen und Wappen der Adelsgeschlechter, um eine Bedingung seines Großvaters zu erfüllen und damit die westpreußischen Güter Limbsee und Neudeck zu erhalten. 1801 übergab er seinem jüngsten Sohn Otto Ludwig die Güter Neudeck und Wolla.
Im Juni 1810 verkaufte er seinem ältesten Sohn Johann Heinrich die Güter Limbsee und Spicorra für 40.000 Taler sowie Sobiewolla und die dazu gehörende Mühle.